# Jindřich Severa
Jindřich Severa (5. dubna 1909 Kopidlno – 9. listopadu 1980 Praha) byl český sochař, medailér, malíř a pedagog Fakulty architektury ČVUT a uměleckoprůmyslový výtvarník.

## Život
Narodil se v kantorské rodině, po matce italského původu. Studoval na Fakultě architektury ČVUT, Filozofické fakultě Karlovy univerzity a rovněž na Akademii výtvarných umění v Praze jako žák profesora Otakara Španiela. Na začátku 2. světové války učil na reálce v Praze na Vyšehradě. Jeho žáky tam byli například pozdější sklář René Roubíček nebo Adolf Born. Během okupace se zapojil i do ilegálního odboje (podle svého vlastního písemného prohlášení byl členem skupin „V boj“ a Trávnice). Od roku 1945 až do penze vyučoval kreslení a modelování na Fakultě architektury ČVUT v Praze, kde se také habilitoval. Levicová orientace a zájem o politiku ho přivedly do KSČ. V roce 1948 podepsal prokomunistickou výzvu Kupředu, zpátky ni krok!, jež byla vydána dne 25. února 1948 pro podporu komunistického převratu. V období 1950–únor 1951 byl členem Národní ediční rady české; rezignoval ze zdravotních důvodů.  (NERČ se řídila Zákonem č. 94/1949 o vydávání a rozšiřování knih, hudebnin a jiných neperiodických publikací.) Angažoval se v soutěžích na zakázky socialistického realismu a ve Svazu československých výtvarných umělců. Začátkem 50. let 20. století se přestěhoval do Řevnic, kde ho postihla rodinná tragédie: při vlakovém neštěstí zahynul jeho pětiletý syn. Severa byl všestranný polyhistor, četl, sbíral knihy mnoha oborů, psal eseje.
Nedatovaný portrét Jindřicha Severy jako sochaře namaloval malíř J. J. Kamenický; byl vydražen na internetové aukci v listopadu 2017.
Jeho dcera Jitka se v roce 1976 vdala za hudebního publicistu Jiřího Černého.

## Tvorba
Zajímalo ho spojení architektury a sochařství. Bylo tématem několika jeho studií. Maloval většinou krajinu. Jeho dílo nebylo rozsáhlé, spíše různorodé. Po povodni ateliéru v Řevnicích z jeho sochařských modelů a skic zbylo poměrně málo.

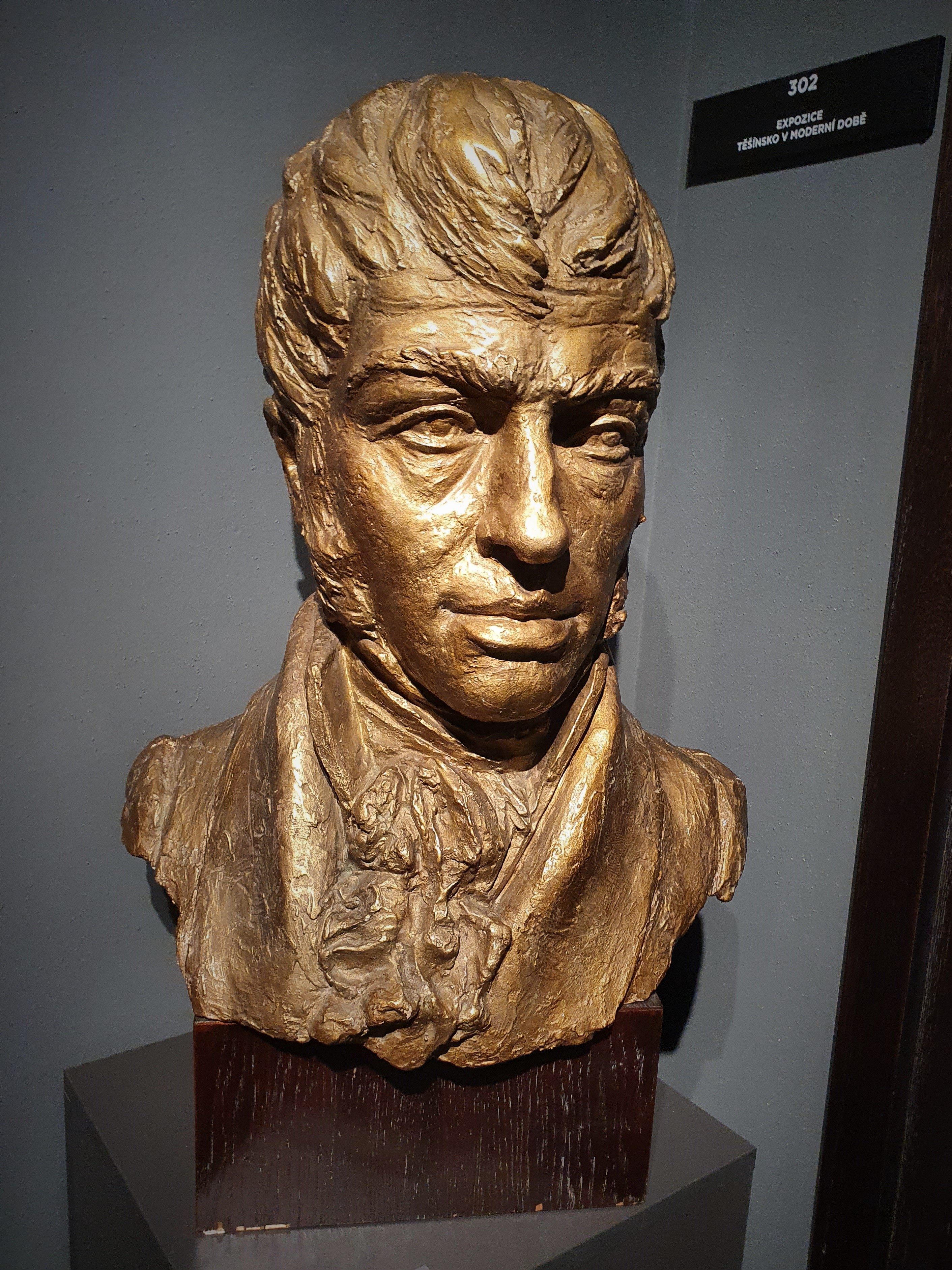
Busta Josefa Božka od Jindřicha Severy (patinovaná sádra, 1. pol. 20. stol.)

## Dílo
- Reliéfní portrét A. B. Svojsíka na pomníku u Štěchovic, 1946.
- Jabloň dvojdomá (torza muže a ženy), dřevořezba, 1973, sbírka GhMP
- Busta Františka Josefa Gerstnera, bronz, mramorový sokl, 1974; ve vestibulu ČVUT
- Plakety a medaile (např. Jan Perner/Výzkumný ústav železniční 1979)